# Scottish First Division 2007-2008
La Scottish First Division 2007-2008 è stata la 102ª edizione della seconda serie del campionato di calcio scozzese, la 13ª edizione nel formato corrente di 10 squadre, sotto l'organizzazione della Scottish Football League (SFL). La stagione è iniziata il 4 agosto 2007 e si è conclusa il 10 maggio 2008.

L'Hamilton Academical ha vinto il campionato ed è stato promosso direttamente in Scottish Premier League.

Lo Stirling Albion, classificatosi all'ultimo posto, è stato retrocesso direttamente in Scottish Second Division.

## Stagione

### Novità
Dalla First Division 2006-2007 il Gretna, primo classificato, è stato promosso in Premier League 2007-2008. L'Airdrie United è stato retrocesso in Second Division 2007-2008 dopo aver perso i playoff. Il Ross County, classificatosi all'ultimo posto, è stato retrocesso direttamente in Second Division 2007-2008.

Dalla Premier League 2006-2007 è stato retrocesso il Dunfermline. Dalla Second Division 2006-2007 sono stati promossi il Greenock Morton, primo classificato, e lo Stirling Albion, vincitore dei playoff.

### Formula
Il campionato è composto di 10 squadre che si affrontano in un doppio girone di andata-ritorno per un totale di 36 giornate.

La prima classificata viene promossa direttamente in Scottish Premier League. L'ultima classificata viene retrocessa direttamente in Scottish Second Division. La 9ª classificata partecipa ai playoff per un posto in Scottish First Division assieme alla 2ª, alla 3ª e alla 4ª classificata in Scottish Second Division 2007-2008.

## Squadre partecipanti
| Club                | Città       | Stadio             | Stagione precedente         |
| ------------------- | ----------- | ------------------ | --------------------------- |
| Clyde               | Cumbernauld | Broadwood Stadium  | 5º posto                    |
| Dundee              | Dundee      | Dens Park          | 3º posto                    |
| Dunfermline         | Dunfermline | East End Park      | 12º posto in Premier League |
| Greenock Morton     | Greenock    | Cappielow Park     | 1º posto in Second Division |
| Hamilton Academical | Hamilton    | INew Douglas Park  | 4º posto                    |
| Livingston          | Livingston  | Almondvale Stadium | 6º posto                    |
| Partick Thistle     | Glasgow     | Firhill Stadium    | 7º posto                    |
| Queen of the South  | Dumfries    | Palmerston Park    | 8º posto                    |
| St. Johnstone       | Perth       | McDiarmid Park     | 2º posto                    |
| Stirling Albion     | Stirling    | Forthbank Stadium  | 2º posto in Second Division |

## Classifica finale
|  | Pos. | Squadra             | Pt | G  | V  | N  | P  | GF | GS | DR  |
|  | ---- | ------------------- | -- | -- | -- | -- | -- | -- | -- | --- |
|  | 1.   | Hamilton Academical | 76 | 36 | 23 | 7  | 6  | 62 | 27 | +35 |
|  | 2.   | Dundee              | 69 | 36 | 20 | 9  | 7  | 58 | 30 | +28 |
|  | 3.   | St. Johnstone       | 58 | 36 | 15 | 13 | 8  | 60 | 45 | +15 |
|  | 4.   | Queen of the South  | 52 | 36 | 14 | 10 | 12 | 47 | 43 | +4  |
|  | 5.   | Dunfermline         | 51 | 36 | 13 | 12 | 11 | 36 | 41 | -5  |
|  | 6.   | Partick Thistle     | 45 | 36 | 11 | 12 | 13 | 40 | 39 | +1  |
|  | 7.   | Livingston          | 39 | 36 | 10 | 9  | 17 | 55 | 66 | -11 |
|  | 8.   | Greenock Morton     | 37 | 36 | 9  | 10 | 17 | 40 | 58 | -18 |
|  | 9.   | Clyde               | 37 | 36 | 9  | 10 | 17 | 40 | 59 | -19 |
|  | 10.  | Stirling Albion     | 24 | 36 | 4  | 12 | 20 | 41 | 71 | -30 |

Legenda:

      Promossa in Premier League 2008-2009
      Qualificata in Coppa UEFA 2008-2009
 Qualificata ai play-off
      Retrocessa in Second Division 2008-2009
Tre punti a vittoria, uno a pareggio, zero a sconfitta.
La classifica viene stilata secondo i seguenti criteri:
- Punti conquistati
- Differenza reti generale
- Reti totali realizzate
- Punti realizzati negli scontri diretti
- Differenza reti negli scontri diretti
- Reti realizzate negli scontri diretti
- play-off (solo per definire la promozione, la retrocessione e i playoff)

### Verdetti
- Hamilton Academical vincitore della Scottish First Division e promosso in Scottish Premier League 2008-2009
- Queen of the South qualificata al secondo turno di qualificazione della Coppa UEFA 2008-2009 come finalista della Scottish Cup 2007-2008
- Stirling Albion retrocesso in Scottish Second Division 2008-2009.

## Spareggi

### Playoff First Division/Second Division
Ai play-off partecipano la 2ª, 3ª e 4ª classificata della Second Division 2007-2008 (Airdrie United, Raith Rovers, Alloa Athletic) e la 9ª classificata della First Division (Clyde).

#### Semifinali
| Squadra 1      | Totale | Squadra 2   | Andata | Ritorno |
| -------------- | ------ | ----------- | ------ | ------- |
| Alloa Athletic | 5 – 6  | Clyde       | 2 – 1  | 3 – 5   |
| Raith Rovers   | 2 – 4  | Airdrie Utd | 0 – 2  | 2 - 2   |

#### Finale
| Squadra 1   | Totale | Squadra 2 | Andata | Ritorno |
| ----------- | ------ | --------- | ------ | ------- |
| Airdrie Utd | 0 – 3  | Clyde     | 0 – 1  | 0 – 2   |

## Statistiche

### Classifica marcatori
| Gol |  |  | Giocatore       | Squadra             |
| --- |  |  | --------------- | ------------------- |
| 19  |  |  | Richard Offiong | Hamilton Academical |
| 16  |  |  | Stephen Dobbie  | Queen of the South  |
| 14  |  |  | Andrew Jackson  | St. Johnstone       |
| 13  |  |  | Chris Aitken    | Stirling Albion     |
| 11  |  |  | Graham Dorrans  | Livingston          |
| 11  |  |  | Liam Buchanan   | Partick Thistle     |
| 11  |  |  | Mark Burchill   | Dunfermline         |